# Matthew Carter

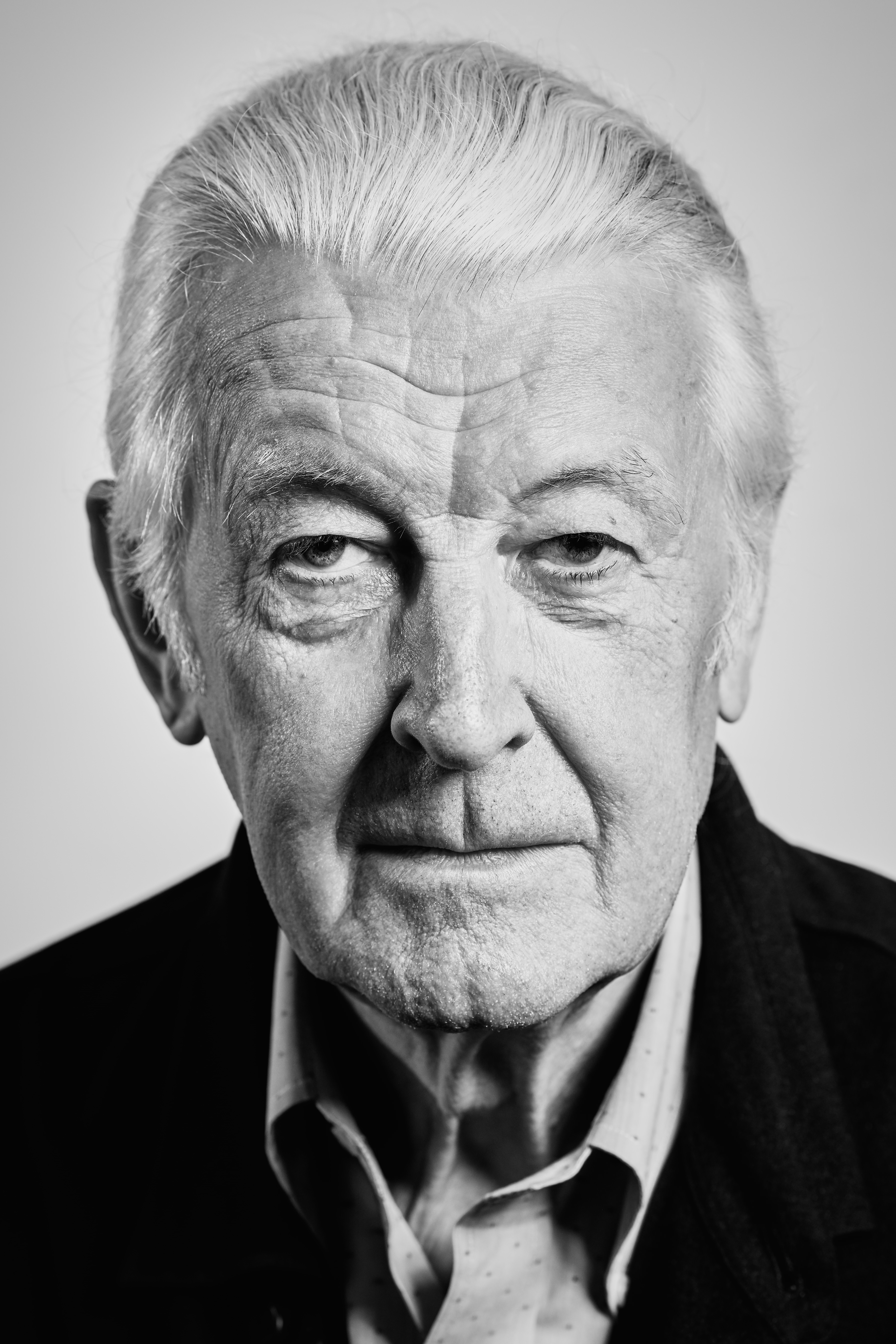
Matthew Carter, 2018

Matthew Carter (Londres, 1937) é um designer britânico, começou a trabalhar com tipos metálicos nos anos 50, para depois acompanhar todas as revoluções em tecnologia para interagi-las em sua obra. É o criador do sistema Tahoma.